# کمیته مرکزی منونایت
کمیتهٔ مرکزی منونایت (به انگلیسی: Mennonite Central Committee یا MCC) یک آژانس امدادرسانی، خدماتی، و صلح‌طلب است که نمایندگی ۱۵ هیئت منونایت، برادران در مسیح، و آمیش را بر عهده دارد. مقر آمریکایی این کمیته در آکرون پنسیلوانیا واقع است و مقر کانادایی آن در وینیپگ مانیتوبا.